# Wolfgang Lohse (Schauspieler)
Wolfgang Lohse (* 15. April 1928 in Gotha) ist ein deutscher Schauspieler, Synchron- und Hörspielsprecher.

## Leben
Sein erstes längeres Engagement hatte Wolfgang Lohse am Städtischen Theater Chemnitz (Karl-Marx-Stadt). Mitte der 1950er Jahre wechselte er an das Berliner Ensemble, welches er 1967 mit anderen bekannten Schauspielern wie Angelika Domröse, Carola Braunbock und Wolf Kaiser verließ, um an der Volksbühne Berlin unter anderen Bedingungen zu arbeiten.
Vor der Kamera stand er vorrangig für den Deutschen Fernsehfunk (Fernsehen der DDR). Als Synchronsprecher wirkte er in über 140 Spielfilmen und Episoden von Fernsehserien für die DEFA sowie in über 55 Hörspielen für den Rundfunk der DDR.

## Filmografie
- 1960: Seilergasse 8
- 1961: Mutter Courage und ihre Kinder (Theateraufzeichnung)
- 1962: Josef und alle seine Brüder
- 1964: Der Mann mit der Maske
- 1969: Tolle Tage (Fernsehfilm)
- 1971: Polizeiruf 110: Die Schrottwaage (Fernsehreihe)
- 1971: Optimistische Tragödie (Fernsehfilm)
- 1974: Der Staatsanwalt hat das Wort: Das Gartenfest (Fernsehreihe)
- 1974: Die Frauen der Wardins (Fernseh-Dreiteiler)
- 1977: Polizeiruf 110: Die Abrechnung
- 1978: Das unsichtbare Visier (Fernsehserie, 1 Episode)
- 1979: Die Rache des Kapitäns Mitchell (Fernsehfilm)
- 1980: Dach überm Kopf
- 1983: Mathilde Möhring (Fernsehfilm)
- 1984: Klassenkameraden (Fernsehfilm)
- 1984: Polizeiruf 110: Schwere Jahre (1. Teil)
- 1986: Zahn um Zahn (Fernsehserie, 1 Episode)
- 1989: Späte Ankunft (Fernseh-Zweiteiler)
- 1989: Fallada – Letztes Kapitel

## Theater
- 1948: Johann Wolfgang von Goethe: Egmont (Ferdinand) – Regie: Karl Görs (Städtische Theater Chemnitz)
- 1949: Roger Ferdinand: Heutzutage mit 18 Jahren (Barbarin) – Regie: Gustav Th. Wehrle (Städtische Theater Chemnitz)
- 1951: Friedrich Wolf: Der arme Konrad – Regie: Oskar Kaesler (Opernhaus Chemnitz)
- 1951: Molière: Der eingebildete Kranke – Regie: Oskar Kaesler (Städtische Theater Chemnitz)
- 1952: Herb Tank: Tanker Nebraska – Regie: Dietmar Behnke (Städtische Theater Chemnitz)
- 1952: W. A. Ljubimowa: Schneeball – Regie: Fred Mahr (Städtische Theater Chemnitz)
- 1952: Friedrich Schiller: Wilhelm Tell – Regie: Oskar Kaesler (Städtische Theater Chemnitz)
- 1953: Pedro Calderón de la Barca: Dame Kobold – Regie: Fred Mahr (Städtische Theater Karl-Marx-Stadt)
- 1953: Wsewolod Wischnewski: Optimistische Tragödie – Regie: Gottfried Kolditz (Städtische Theater Karl-Marx-Stadt)
- 1954: Wolfgang Böttcher/Ilse Nürnberg: Ehe eine Ehe eine Ehe wird – Regie: Horst Richter (Städtische Theater Karl-Marx-Stadt)
- 1954: Walter Kollo: Die Frau ohne Kuss – Regie: Hans Felder (Städtische Theater Karl-Marx-Stadt)
- 1957: Bertolt Brecht: Leben des Galilei (Ludovico Marsili) – Regie: Bertolt Brecht/Erich Engel (Berliner Ensemble)
- 1959: Bertolt Brecht: Mutter Courage und ihre Kinder (3. Soldat) – Regie: Bertolt Brecht/Erich Engel (Berliner Ensemble)
- 1963: Bertolt Brecht: Schweyk im Zweiten Weltkrieg (SS-Mann Müller 1) – Regie: Erich Engel/Wolfgang Pintzka (Berliner Ensemble)
- 1965: Heinar Kipphardt: In der Sache J. Robert Oppenheimer (Anwalt Oppenheimers) – Regie: Manfred Wekwerth/Joachim Tenschert (Berliner Ensemble)
- 1967: Helmut Baierl nach Wladimir Majakowski: Mysterium buffo (Richter) – Regie: Wolfgang Pintzka (Volksbühne Berlin)
- 1968: Boris Djacenko: Doch unterm Rock der Teufel – Regie: Fritz Bornemann (Volksbühne Berlin)
- 1969: William Shakespeare: Troilus und Cressida – Regie: Hannes Fischer (Volksbühne Berlin)
- 1969: Heiner Müller nach Gerhard Winterlich: Horizonte (Mullebär) – Regie: Benno Besson (Volksbühne Berlin)
- 1970: Walentin Katajew: Avantgarde – Regie: Fritz Marquardt (Volksbühne Berlin)
- 1971: Günther Cwojdrak: Pfeile des Eros. Ein Sittenbild der Antike – Regie: Fritz Decho (Volksbühne Berlin – Theater im 3. Stock)
- 1972: Peter Hacks nach Henri Meilhac/Ludovic Halévy: Die schöne Helena (Ajax II) – Regie: Benno Besson (Volksbühne Berlin)
- 1972: Erich Köhler: Der Geist von Cranitz (Parteiarbeiter) – Regie: Fritz Marquardt (Volksbühne Berlin)
- 1974: Regine Weicker: Die Ausgezeichneten – Regie: Ernstgeorg Hering (Volksbühne Berlin – Sternfoyer)
- 1975: William Shakespeare: Wie es euch gefällt (Ein Lord) – Regie: Benno Besson (Volksbühne Berlin)
- 1977: Alexander Suchowo-Kobylin: Die Akte – Regie: Berndt Renne (Volksbühne Berlin)
- 1979: William Shakespeare: Ende gut, alles gut – Regie: Helmut Straßburger/Ernstgeorg Hering (Volksbühne Berlin)
- 1981: Molère: Der Geizige (Valere) – Regie: Werner Tietze (Volksbühne Berlin)
- 1984: Paul Gratzik: Die Axt im Haus (LPG-Vorsitzender) – Regie: Harald Warmbrunn (Volksbühne Berlin – 3. Stock)
- 1984: Albert Wendt: Mein dicker Mantel & Prinzessin Zartfuß und die sieben Elefanten – Regie: Werner Tietze (Volksbühne Berlin – 3. Stock)
- 1987: Nach Julius von Voß: Die betrogene Stiefmutter oder Eine Posse nach Wunsch (Theaterdirektor) – Regie: Klaus Mertens (Volksbühne Berlin – Roter Salon)
- 1989: Alexander Tscherwinski nach Michail Bulgakow: Hundeherz – Regie: Horst Hawemann (Volksbühne Berlin)
- 1989: Ulrich Plenzdorf nach Tschingis Aitmatow: Zeit der Wölfe – Regie: Siegfried Höchst (Volksbühne Berlin)
- 1991: William Shakespeare: Die Komödie der Irrungen – Regie: Werner Tietze (Volksbühne Berlin)
- 1991: Botho Strauß nach Eugène Labiche: Das Sparschwein (Heiratsvermittler Cocarel) – Regie: Siegfried Höchst (Volksbühne Berlin)
- 1993: Christoph Schlingensief: 100 Jahre CDU – Spiel ohne Grenzen – Regie: Christoph Schlingensief (Volksbühne Berlin)

## Hörspiele
- 1959: Rolf H. Czayka: Die schwarze Schnur (Kriminalassistent Weber) – Regie: Werner Grunow (Hörspiel – Rundfunk der DDR)
- 1962: Ulrich Waldner: Glanz und Elend des Boxers Hardy Meyer – Regie: Hans Knötzsch (Hörspiel – Rundfunk der DDR)
- 1962: Stanislawa Fleszarowa-Muskat: Der Flüchtling (Polizist) – Regie: Edgar Kaufmann (Hörspiel – Rundfunk der DDR)
- 1963: Richard Groß: Der goldene Boden – Regie: Wolfgang Brunecker  (Hörspiel – Rundfunk der DDR)
- 1963: Rolf Schneider: Die Unbewältigten – Regie: Edgar Kaufmann (Hörspiel – Rundfunk der DDR)
- 1964: Hans Pfeiffer: Teufel im Paradis (Empfangschef) – Regie: Wolfgang Brunecker (Kriminalhörspiel, 2 Teile – Rundfunk der DDR)
- 1965: Horst Berensmeier: Der Brief des Dr. Löwenberg (Karl Treben) – Regie: Wolfgang Brunecker (Kriminalhörspiel – Rundfunk der DDR)
- 1966: Jadwiga Skotnicka: Newtons dritter Satz – Regie: Wolfgang Brunecker (Hörspiel – Rundfunk der DDR)
- 1968: Lew Tolstoi: Krieg und Frieden  – Regie: Werner Grunow (Hörspiel, Teile 9 und 11 – Rundfunk der DDR)
- 1968: Willi Bredel: Die Väter – Regie: Fritz-Ernst Fechner (Hörspiel, Teile 2 und 7 – Rundfunk der DDR)
- 1969: Ernst A. Ekker: Nicht jeder Montag ist grau (Edi) – Regie: Wolfgang Brunecker (Hörspiel – Rundfunk der DDR)
- 1969: Ödön von Horváth: Italienische Nacht (Faschist) – Regie: Wolfgang Brunecker (Hörspiel – Rundfunk der DDR)
- 1974: Michail Schatrow: Wetter für morgen – Regie: Hannelore Solter (Hörspiel – Rundfunk der DDR)
- 1976: Alfred Schrader: Der gestohlene Adonis (Biche) – Regie: Fritz-Ernst Fechner (Kriminalhörspiel/Kurzhörspiel – Rundfunk der DDR)
- 1976: Barbara Neuhaus: Coeurdame (Reisbacher) – Regie: Fritz-Ernst Fechner (Kriminalhörspiel/Kurzhörspiel – Rundfunk der DDR)
- 1979: Brüder Grimm: König Drosselbart (Herzog, Kutscher) – Regie: Heiner Möbius (Kinderhörspiel – Litera)
- 1979: August Kühn: Zeit zum Aufstehn (Fritz Kühn/Wigg Hartl) – Regie: Werner Grunow (Hörspiel, Teile 7, 8 und 11 – Rundfunk der DDR)
- 1980: Rudolf Bartsch: Sauna ist gesund (Doktor) – Regie: Joachim Gürtner (Hörspielreihe: Neumann, zweimal klingeln – Rundfunk der DDR)
- 1980: Hans Siebe: Der Vetter aus Frankfurt – Regie: Fritz-Ernst Fechner (Kriminalhörspiel aus der Hörspielserie Tatbestand – Rundfunk der DDR)
- 1982: Elifius Paffrath: Kidnapper (Sheriff von Drover Springs) – Regie: Joachim Gürtner (Kriminalhörspiel/Kurzhörspiel – Rundfunk der DDR)
- 1982: Jaroslav Hašek: Hamstermord und Hochverrat – Regie: Werner Grunow (Hörspiel – Rundfunk der DDR)
- 1983: Barbara Neuhaus: Die Wurstmafia (Potthans) – Regie: Joachim Gürtner (Kriminalhörspiel – Rundfunk der DDR)
- 1983: Gabriele Stave: Nora und die Fröhlichen Pfingsten (Heinz Wandel) – Regie: Joachim Gürtner (Kurzhörspiel – Rundfunk der DDR)
- 1984: Peter Gauglitz: Tod auf der Treppe (Dr. Niemann) – Regie: Edith Schorn (Kriminalhörspiel/Kurzhörspiel – Rundfunk der DDR)
- 1984: Joy Markert: Der Azteke – Regie: Peter Groeger (Hörspiel – Rundfunk der DDR)
- 1985: Barbara Neuhaus: Holiday am blauen See (Karl Ströbel) – Regie: Joachim Gürtner (Kriminalhörspiel/Kurzhörspiel – Rundfunk der DDR)
- 1985: Peter Löpelt: Ausklang (LPG-Vorsitzender) – Regie: Edith Schorn (Kurzhörspiel aus der Hörspielserie Waldstraße Nummer 7 – Rundfunk der DDR)
- 1986: Joachim Brehmer: Hochzeitsnacht (Verkäufer) – Regie: Edith Schorn (Kurzhörspiel aus der Hörspielserie Waldstraße Nummer 7 – Rundfunk der DDR)
- 1986: Wilhelm Hampel: Frau Dreimann (Alfons Giese) – Regie: Edith Schorn (Kurzhörspiel aus der Hörspielserie Waldstraße Nummer 7 – Rundfunk der DDR)
- 1988: Adolf Schröder: Katzengeschrei (Kommissar) – Regie: Peter Groeger (Hörspiel – Rundfunk der DDR)
- 1990: Peter Karvaš: Die Carlton-Komödie (Sir Henry Boughton) – Regie: Peter Groeger (Hörspiel – Rundfunk der DDR)
- 1990: Wolfgang Graetz: Zombies lachen nicht (Produzent) – Regie: Peter Groeger (Hörspiel – Funkhaus Berlin)
- 1991: Christoph Gahl: Die Identität im Handschuhfach (Sprecher) – Regie: Peter Groeger (Hörspiel – Funkhaus Berlin)
- 1996: Thomas Brussig: Helden wie wir (OP-Arzt) – Regie: Wolfgang Rindfleisch (Hörspiel – MDR/SDR)

## Synchronisation
- 1962: Mel Ferrer als Philip Alten in Der Teufel und die Zehn Gebote
- 1971: Michel Auclair als Prinz in Musketier mit Hieb und Stich
- 1972: Bjørn Watt-Boolsen als Polizeichef in Die Olsenbande und ihr großer Coup
- 1976: David Niven als Dick Charleston in Eine Leiche zum Dessert
- 1977: Ferenc Bács als Lt. Fitzgerald in Gesucht wird: Johnny
- 1977: Vladimír Krska als Schuldirektor in Wie wäre es mit Spinat?
- 1979: Jorge Russek als Gonzalo in Adlerflügel
- 1979: (1936) Alan Mowbray als Dr. Pauquet in Perlen zum Glück
- 1980: (1945) Paul Cavanagh als Simon Merrivale in Das Haus des Schreckens
- 1981: (1937) Henry Oscar als Spanischer Botschafter in Feuer über England
- 1982: Igor Smialowski als Czynski in Der Kurpfuscher
- 1983: Wassili Liwanow als Sherlock Holmes in Der Schatz der Agra
- 1984: (1937) Basil Radford als Ericas Onkel in Jung und unschuldig
- 1985: (1954) Brian Oulton als Lloyd in Sein größter Bluff
- 1988: Brian Davies als Warren in Das Haus in der Carroll Street
- 1988: William Duff-Griffin als FBI Librarian in Das Haus in der Carroll Street
- 1988: (1944) Philip Merivale als Prinz Saul in Die Leibköche seiner Majestät
- 1989: (1971) Kenneth Williams als Sir Thomas Cromwell in Heinrichs Bettgeschichten oder Wie der Knoblauch nach England kam
- 1989: (1953) Leon Ames als George Winfield in Im Silbermondlicht
- 1992: Tim Heale als Murray in Die verlorene Welt
- 1996: Rance Howard als Pfarrer in  Independence Day
- 1996: Warren Munson als Botschafter Donaldson in Einsame Entscheidung
- 1997: (1943) Alan Napier als Doktor Bladh in Madame Curie